# Mataraes
Los mataraes o matarás fueron un pueblo aborigen que habitó las provincias argentinas del Chaco y de Santiago del Estero. Se los consideraba como parte del pueblo tonocoté y ocupaban las costas del río Bermejo entre los meridianos 61° y 63° O.
En 1584, conquistadores españoles provenientes de la cercana población de Talavera de Esteco secuestraron a muchas familias y las trasladaron a orillas del río Salado, donde establecieron una encomienda, que se llamó cómicamente Matará (que, además de ser el nombre de la etnia, significa ‘asesinará’).
Al año siguiente (1585) este centro esclavista pasó a depender de la población española de Concepción de Buena Esperanza.
Entre 1592 y 1593 fueron visitados por los misioneros Francisco Solano (quien recorrió la provincia de Santiago del Estero en esos dos años) y Alonso Barzana (o Alonso Barcena). Barcena puede haber sido el promotor de la realización de la Cruz de Matará que data de 1594 y fue hallada en la población de Matará en 1971.
En 1631 (46 años después de su fundación) Concepción fue destruida por una coalición de tribus.
En 1640 fueron derrotados por los abipones.
Desde el siglo XVIII parte de estos mataraes convivieron con parcialidades vilelas y algunos autores consideran que las parcialidades vilelas de los atalaes y los malbalaes eran tribus mataraes. Hablaban la lengua tonocoté.
Se desconoce el destino de los mataraes, que en la actualidad se encuentran extinguidos.
- Datos: Q6005756